# Ameghinornithidae
De Ameghinornithidae zijn een familie van uitgestorven vogels. De leden van deze familie waren middelgroot en waarschijnlijk niet in staat om te vliegen. Ze leken qua bouw op de Psilopterinae, de kleinste leden van de schrikvogels.
De familie werd daarom ook oorspronkelijk in 1981 benoemd als een onderfamilie van de schrikvogels, maar worden tegenwoordig gezien als een aparte familie. Wel zijn ze verwant aan de schrikvogels en horen allebei in de orde Cariamiformes.
De fossiele resten die van deze familie bekend zijn zijn erg fragmentair, waardoor het moeilijk is onderlinge verschillen te identificeren. Als een gevolg hiervan is er onenigheid onder paleontologen over haar interne onderverdeling. Afhankelijk van de visie bevat de familie dus drie geslachten en vier soorten of slechts één enkel geslacht met drie soorten.

## Geschiedenis
De familie werd in 1981 benoemd door Cécile Mourer-Chauviré en bevatte toen slechts als enige soort Ameghinornis minor. Hij dacht echter dat het een onderfamilie van de schrikvogels was en gaf ze de naam Ameghinornithinae. Daarmee was ze het eerste bewijs van deze familie in Europa.
Alvarenga en Höfling maakten er in 2003 echter een aparte familie van, waardoor de naam Ameghinornithidae werd. In 2005 wees Mayr de geslachten Strigogyps en Aenigmavis toe aan de familie en stelde voor dat alle drie de leden van de familie in feite slechts één geslacht zijn: Stigogyps. Deze laatste conclusie werd echter tegengesproken door Peters in 2006.

## Kenmerken

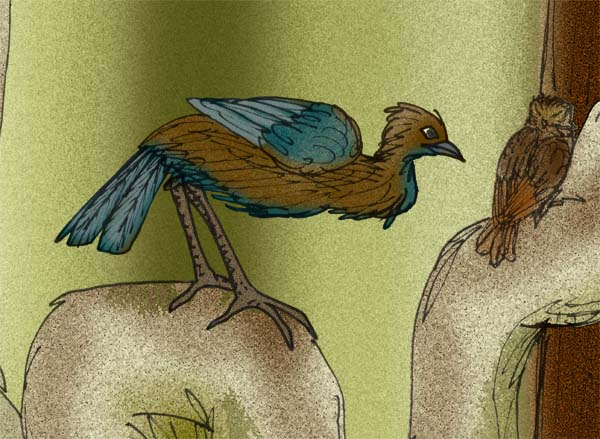
reconstructie van Strigogyps

De leden van de Ameghinornithidae waren middelgrote vogels, bijna zo groot als sommige leden van de Psilopterinae, de kleinste schrikvogels. Hun vleugels waren relatief klein. De vogels waren waarschijnlijk niet in staat te vliegen en konden zeker niet goed vliegen. De processus ﬂexorius van het opperarmbeen is kleiner dan bij de schrikvogels. De ellepijp is steviger en korter dan het opperarmbeen en heeft een meer uitgesproken condylus dorsalis, maar lijkt voor de rest erg op die van de Phorusrhacidae.
De benen waren sterk en hadden krachtige, roofvogelachtige klauwen. De tibiotarsus heeft geen verbeende pons supratendineus en zijn condylus lateralis heeft aan de zijkant een cirkelvormige of bijna cirkelvormige omlijning, wat ook voorkomt bij de nog levende Kagoe. Een andere eigenschap die ook voorkomt bij de Kagoe is het feit dat de hypotarsus bestaat uit twee parallelle kammen. De epicondylus medialis steekt erg uit. De groef tussen de twee condyli, de sulcus intercondylaris, is asymmetrisch, doordat hij mediaal dieper is. De lengte van de tarsometatarsus bedraagt maar 85 procent van die van het dijbeen en zelfs maar 55 procent van die van de tibiotarsus. De trochlea metatarsi II en IV hebben een caudaal uitstekende rand.
Hun schedels waren waarschijnlijk veel zwakker dan die van de schrikvogels.

## Onderverdeling
Er bestaat discussie over de onderverdeling van de Ameghinornithidae. Peters verdedigde in 2006 de visie dat Strigogyps, Ameghinornis en Aenigmavis alle drie aparte geslachten zijn. Een houding die ook in de literatuur voor 2005 algemeen werd geaccepteerd. Deze visie wordt weergegeven in het schema hieronder:
- Aenigmavis Peters, 1987
  - Aenigmavis sapea
- Ameghinornis Mourer-Chauvire, 1981
  - Ameghinornis minor
- Strigogyps Gaillard, 1908
  - Strigogyps dubius
  - Strigogyps robustus[4]

Daarnaast is er nog een exemplaar SMF-ME 11094, waarvan de soort niet bekend/benoemd is, maar dat volgens hem wel verschilt van de andere leden van de Ameghinornithidae.
In 2005 kwam Mayr echter, op basis van een osteologische vergelijking, tot de conclusie dat de morfologie en verhoudingen van de botten aantonen dat Aenigmavis en Ameghinornis junior synoniemen zijn voor Strigogyps, waarmee deze familie dus slechts een enkel geslacht bevat:
- Strigogyps Gaillard, 1908
  - Strigogyps dubius
  - Strigogyps sapea (voordien Aenigmavis sapea)
  - Strigogyps robustus

Peters brengt hier tegenin dat deze stelling 'hoogst speculatief' is en schrijft: de Ameghinornithidae is een familie gebaseerd op losse, fragmentaire fossielen. Een uitgebreider fossielenbestand is nodig om de geslachts- en soortenstatus van de opgenomen taxa te bevestigen.